# Михаэль, Йорг
Йорг Михаэль (нем. Jörg Michael; 27 марта 1963, Дортмунд) — немецкий барабанщик, игравший во множестве хэви-метал-групп, а с 1995 до 2012 года — в составе финской пауэр-метал-группы Stratovarius. Большинство коллективов, в которых он играл либо постоянно, либо как сессионный музыкант, исполняли пауэр-метал. Йорг сыграл важную роль в формировании роли барабанов в этом субжанре, он является одним из авторитетнейших и ярких барабанщиков данного стиля. Первым альбомом с участием Йорга стал «Prayers of Steel» группы Avenger, предшественницы Rage.
В начале ноября 2010 стало известно о болезни Йорга: врачи диагностировали рак щитовидной железы. Курс лучевой терапии дал положительные результаты, но в итоге музыкант вынужден был оставить Stratovarius.
С 2012 года играет в немецкой пауэр-метал-группе Heavatar, которую основал вокалист-гитарист Van Canto Штефан Шмидт.

## Дискография

### С Avenger
- Prayers of Steel (1984)
- Depraved to Black (EP, 1985)

### С Rage
- Reign of Fear (1986)
- Execution Guaranteed (1987)
- 10 Years in Rage (1994)

### С Der Riss
- They All Do What Their Image Says (EP, 1986)

### С 100 Names
- 100 Names (1986)

### С The Raymen
- Going Down to Death Valley (1986)
- The Rebel Years (best-of) (1995)

### С Metal Sword
- Metal Sword (1986)

### С Mekong Delta
- Mekong Delta (1986)
- The Music of Erich Zann (1988)
- Toccata (сингл, 1989)
- Principle of Doubt (1989)
- Dances of Death (1990)
- Classics (1993)

### С X-Mas Project
- X-Mas Project (1986)

### С Tom Angelripper
- Ein Schöner Tag (1995)

### С Axel Rudi Pell
- Wild Obsession (1989)
- Nasty Reputation (1990)
- Eternal Prisoner (1992)
- The Ballads (1993)
- Between the Walls (1994)
- Made in Germany-Live (1995)
- Black Moon Pyramid (1996)
- Magic (1997)
- Oceans of Time (1998)
- The Ballads II (1999)

### С Laos
- Laos (1989)
- We Want It (EP, 1990)
- More than a Feeling (EP, 1993)
- Come Tomorrow (EP, 1993)

### С Headhunter
- Parody of Life (1990)
- A Bizarre Gardening Accident (1993)
- Rebirth (1994)
- Parasite of Society (2008)

### С Schwarzarbeit
- Third Album' (1990)

### С Grave Digger
- The Reaper (1993)
- Symphony of Death (EP, 1994)

### С Running Wild
- Black Hand Inn (1994)
- Masquerade (1995)
- The Rivalry (1998)

### С Glenmore
- For the Sake of Truth (1994)

### С House of Spirits
- Turn of the Tide (1994)
- Psychosphere (1999)

### С Unleashed Power
- Mindfailure (1997)
- Absorbed (EP, 1999)

### С Andreas Butler
- Achterbahn Fahrn (1995)

### Со Stratovarius
- Episode (1996)
- Visions (1997)
- Visions of Europe — Live (1998)
- Destiny (1998)
- The Chosen Ones-Best of (1999)
- Infinite (1999)
- Intermission (2000)
- Elements, Pt. 1 (2002)
- Elements, Pt. 2 (2003)
- Stratovarius (2005)
- Polaris (2009)
- Elysium (2011)

### С Avalon
- Mystic Places (1997)

### С Die Herzensbrecher
- Seid Glücklich Und Mehret Euch (1998)

### С Andy & The Traceelords
- Pussy! (1998)

### С Beto Vázquez Infinity
- Beto Vázquez Infinity (2001)

### С Saxon
- Lionheart (2004)
- The Eagle Has Landed – Part III (2006) — ударные на композициях тура Lionheart

### С Kaledon
- Chapter 3: The Way of the Light (2005)

### С Devil’s Train
- Devil’s Train (2012)

### Heavatar
- All my Kingdoms (2013)